# Processus styloïde de l'os temporal
Le processus styloïde de l'os temporal ou apophyse styloïde de l'os temporal est un processus osseux du squelette du crâne implanté sur la face inférieure de la partie pétreuse de l'os temporal, juste en dessous de l'oreille.

## Structure
Le processus styloïde est un morceau d'os fin et pointu long de 3 cm en moyenne juste en dessous de l'oreille. Il se projette vers le bas et vers l'avant à partir de la surface inférieure de l'os temporal et sert de point d'ancrage pour 3 muscles associés à la langue et au larynx et pour 2 ligaments, ces cinq éléments formant le bouquet de Riolan.
- Sa partie proximale est engainée par la partie tympanique de l'os temporal (processus vaginal).
- Sa partie distale donne attache aux éléments suivants :
  - ligament stylo-hyoïdien
  - ligament stylo-mandibulaire
  - muscle stylo-glosse (innervé par le nerf hypoglosse )
  - muscle stylo-hyoïdien (innervé par le nerf facial )
  - muscle stylo-pharyngé (innervé par le nerf glossopharyngé )

Le ligament stylo-hyoïdien s'étend de l'apex du processus à la petite corne de l'os hyoïde et peut parfois être partiellement ou complètement ossifié .

## Aspect clinique
Un petit pourcentage de la population souffre d'un allongement du processus styloïde et d'une calcification du ligament stylo-hyoïdien. Cette condition est également connue sous le nom de syndrome d'Eagle. Les tissus de la gorge frottent sur le processus styloïde pendant l'acte de déglutition, ce qui entraîne une douleur le long du nerf glossopharyngien. Il se produit aussi une douleur en tournant la tête ou en étendant la langue. D'autres symptômes peuvent inclure une altération de la voix, une toux, des étourdissements, des migraines, une névralgie occipitale, ou encore des douleurs dans les dents et la mâchoire et une sinusite ou des yeux injectés de sang.

## Développement
Le processus styloïde résulte de l'ossification endochondrale du cartilage du deuxième arc branchial.

## Galerie

Animation. Processus styloïde temporal représenté en rouge.
Os temporal gauche.
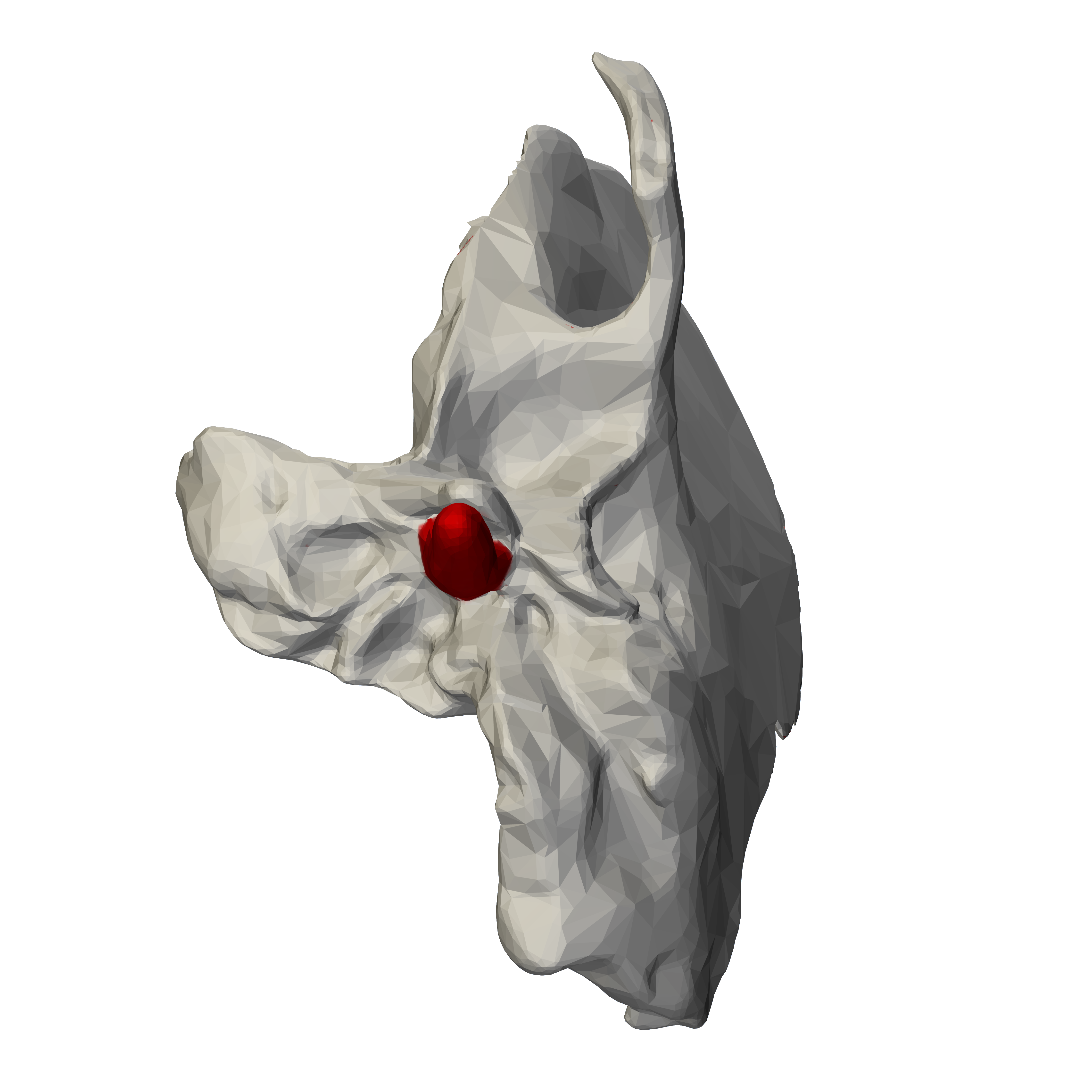
Face inférieure de l'os temporal gauche. Processus styloïde représenté en rouge.
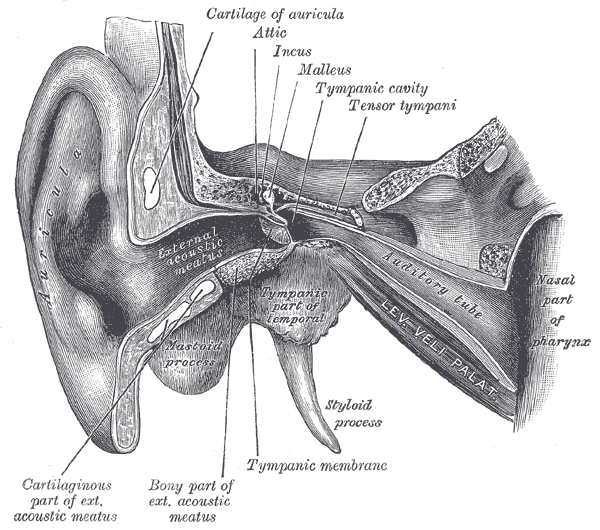
Oreille externe et moyenne, ouverte de face. Côté droit. (L'étiquette du processus styloïde est en bas au centre.)
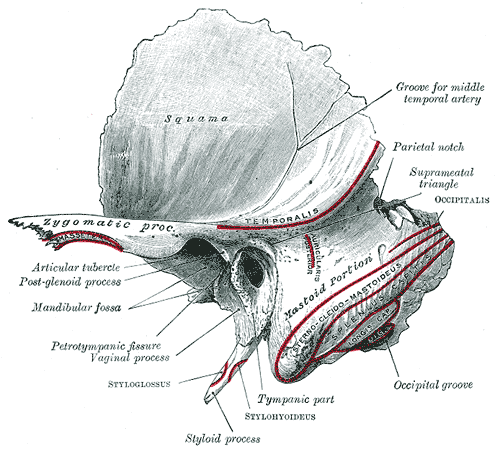
Os temporal gauche. Surface extérieure. (Processus styloïde visible en bas au centre.)
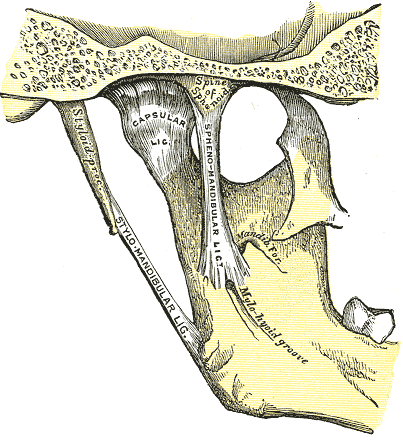
Articulation de la mandibule. Aspect médial.
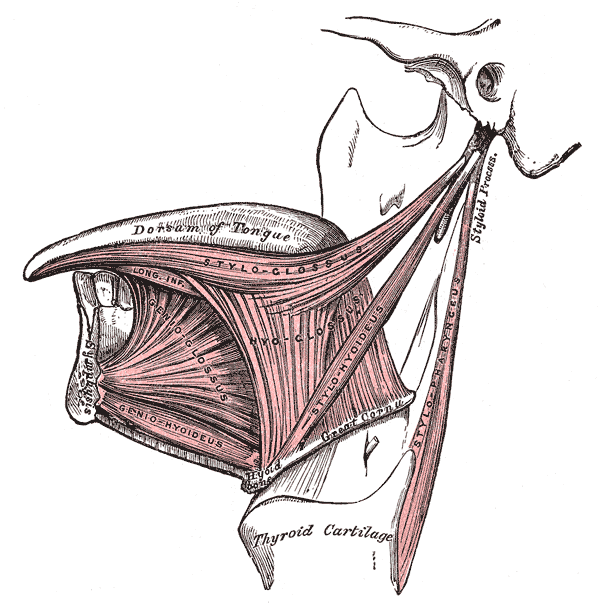
Muscles extrinsèques de la langue. Côté gauche.
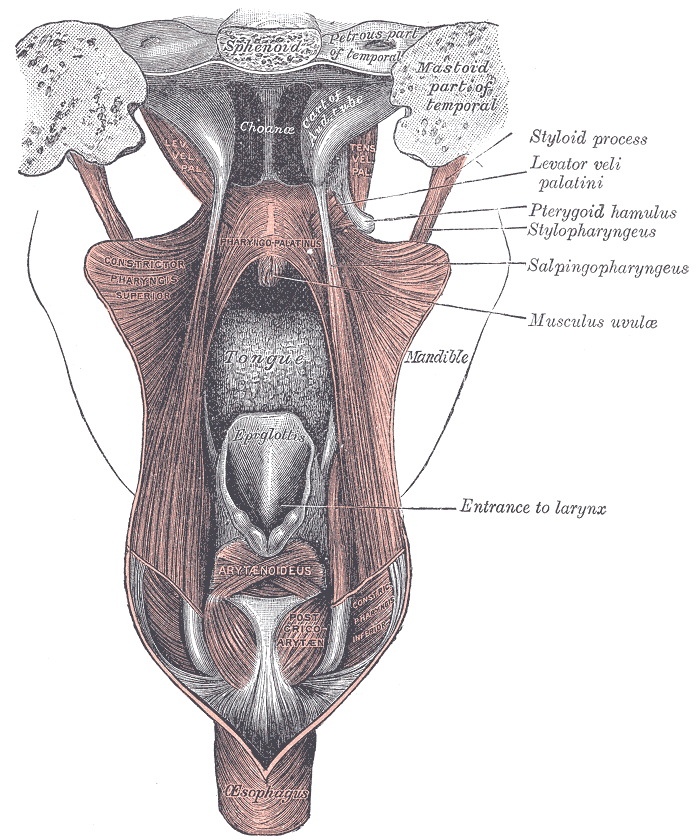
Dissection des muscles du palais par derrière.
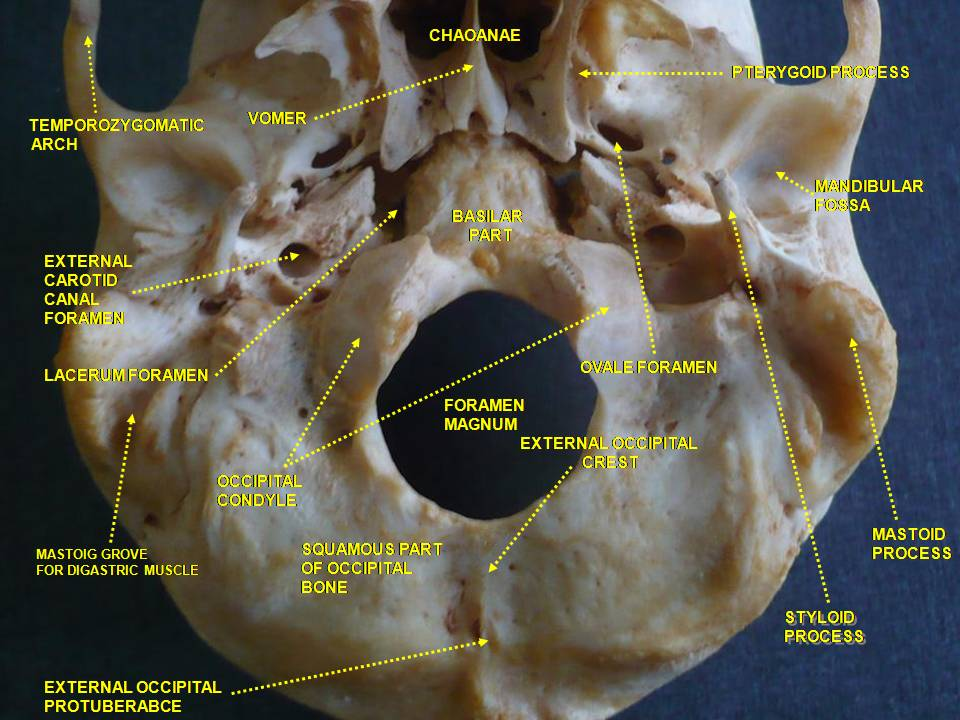
Processus styloïde.Base du crâne.